# Chi Cần trôi
Chi Cần trôi (danh pháp Ceratopteris), còn có tên quyết gạc nai, ráng gạc nai, là một chi thực vật có mạch trong họ Pteridaceae.

## Các tên khác
Trong tiếng Anh, cần trôi có nhiều tên khác là water sprite (thủy thần), Indian fern (dương xỉ Ấn Độ), water fern (dương xỉ nước), water hornfern (dương xỉ sừng nước), oriental waterfern (dương xỉ nước phương Đông).

## Các loài

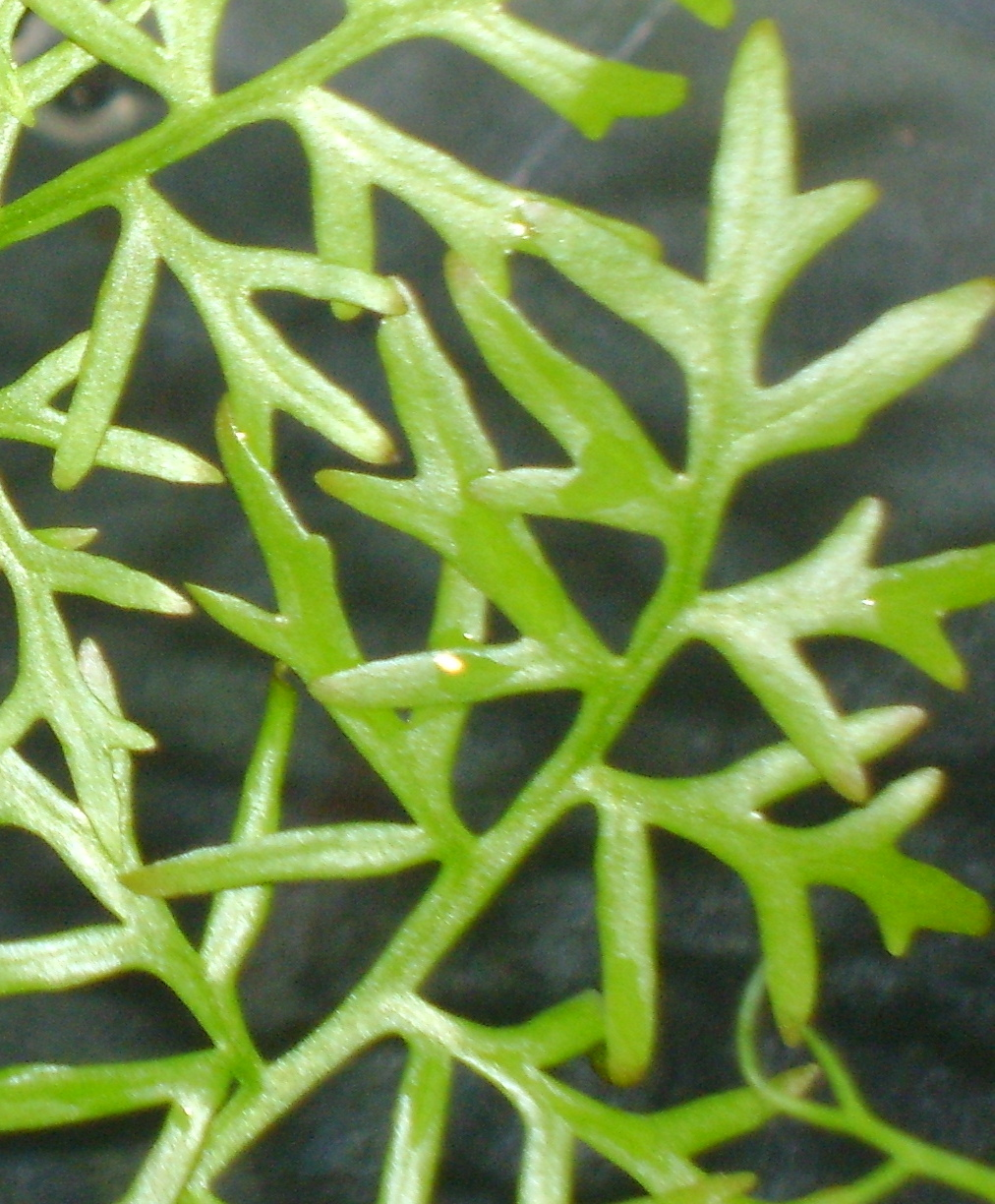
Ceratopteris cornuta in detail

Có lúc, một số cơ quan chức năng công nhận chỉ có một chi nhưng ngày nay thì công nhận chỉ có bốn loài. Tuy nhiên, công trình gần đây của Masuyama và Watano đã xác định rằng Ceratopteris thực sự bao gồm bốn loài bí ẩn (thalictroides, froesii, gaudichaudii, oblongibloba).
- Ceratopteris cornuta - Cần trôi lá lớn (P. Beauv.) Le Prieur; Ann. Sci. Nat. 19: 103. t. 4A (1830)
- Ceratopteris froesii Brade, Arch. Jard. Bot. Rio de Janeiro 18: 31 (1964).
- Ceratopteris gaudichaudii Brongn.; Bull. Soc. Philom. 187 (1821)
- Ceratopteris oblongiloba Masuyama & Watano—Acta Phytotax. Geobot. 61(2): 84 (-85; figs. 3-4). 2010 [Nov 2010]
- Ceratopteris pteridoides (Hook.) Hieron.; Bot. Jahrb. Syst. 34: 561 (1905)
- Ceratopteris richardii Brongn.; Dict. Class. Hist. Nat. 3: 351 (1823) - "C-fern"
- Ceratopteris thalictroides - Cần trôi lá nhỏ (L.) Brongn.; Bull. Sci. Soc. Philom. Paris, sér. 3, 8: 186 (1821)

## Phân loại cao hơn
Ceratopteris từ lâu đã được đặt trong họ đơn bào Parkeriaceae, được cho là duy nhất vì nó có thể thích nghi môi trường thủy sinh. Tuy nhiên, phân tích di truyền gần đây cho thấy nó liên quan rõ ràng với Acrostichum, trong họ Pteridaceae.

## Phân bố
Cần trôi là một chi thực vật thủy sinh phổ biến ở vùng nhiệt đới và cận nhiệt đới châu Á. Ở Việt Nam thường gặp mọc nhiều ở các ao hồ, ruộng chua, nơi đất bùn, bờ suối, những nơi có bóng râm.

## Đặc điểm
Cần trôi là một chi dương xỉ sống trong môi trường có nhiệt độ 20 - 30 độ C, pH 5,8 - 7,2, ánh sáng từ thấp đến cao. Cây có thân rễ mọc đứng. Lá cây mềm mại nhỏ, có màu xanh ngọc và mọc thành túm. Cuống lá dày, mọng nước, trần, xốp, phiến không sinh sản nổi hay dựng đứng chỉ hơi khía ở cây còn non và xẻ lông chim sâu hai lần ở cây đã trưởng thành như là rau cần. Lá chét bậc nhất mọc so le, có cuống, các đoạn cuối cùng hình thuôn, dạng ngọn giáo, gân hình mạng. Các phiến lá mang bộ phận sinh sản ở mặt dưới thì hẹp hơn và phải nhánh như sừng nai. Cây sinh sản từ tháng 6 đến tháng 8. Màu chính xác của cây phụ thuộc vào lượng ánh sáng.
Cần trôi tăng trưởng rất nhanh chóng, bền bỉ, hấp thụ rất tốt các chất hữu cơ thừa và sản xuất ra rất nhiều oxy trong nước. Một trong các lý do mà cần trôi nổi tiếng là do chúng có thể phát triển ngay cả khi không cần trồng xuống nền.

## Sử dụng

### Thực phẩm
Rau cần trôi được làm thức ăn cho gia súc và được coi là một loại rau dại, khi cần thiết có thể lấy ăn. Các lá non cần trôi được dùng làm rau ăn như các loại cải, dùng xào luộc hay nấu canh và cũng dùng ăn giống như măng tây.

### Y học
Ở Malaysia, người ta dùng lá cần trôi để đắp trị các bệnh ngoài da, thuốc lợi tiểu, điều kinh.

### Thủy sinh cảnh
Do những đặc điểm có nhiều thuận lợi trên nên cần trôi lá lớn lẫn lá nhỏ là các loài thực vật thủy sinh phổ biến rất được ưa chuộng được trồng trên nền cứng, có thể gài cây vào khe đá, lũa hoặc các loại vật liệu trang trí khác hoặc thậm chí làm thực vật nổi để trang trí hậu cảnh các hồ cá thủy sinh.

## Hình ảnh

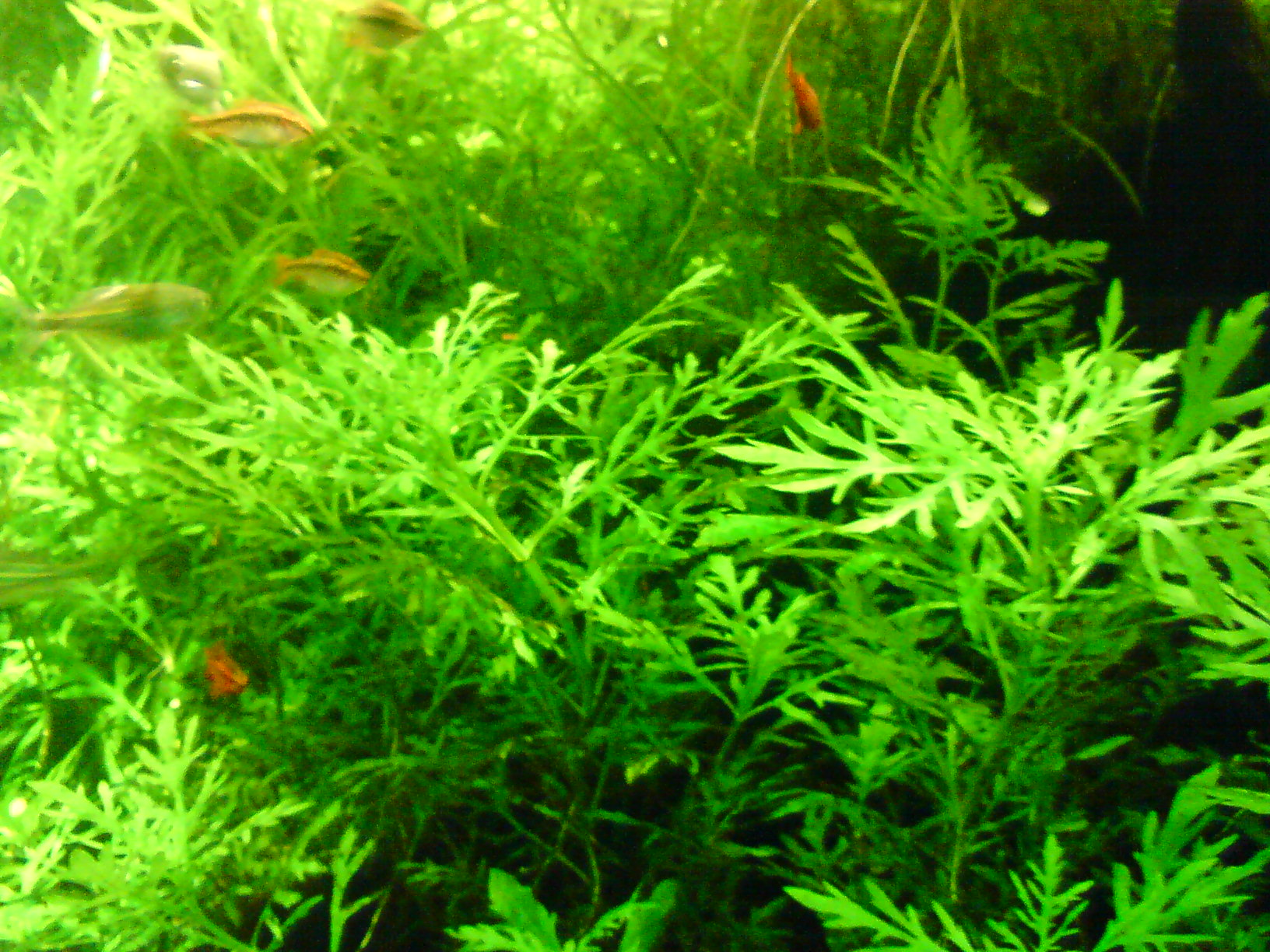
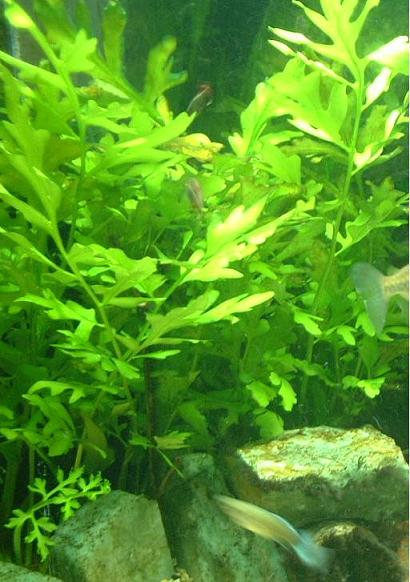
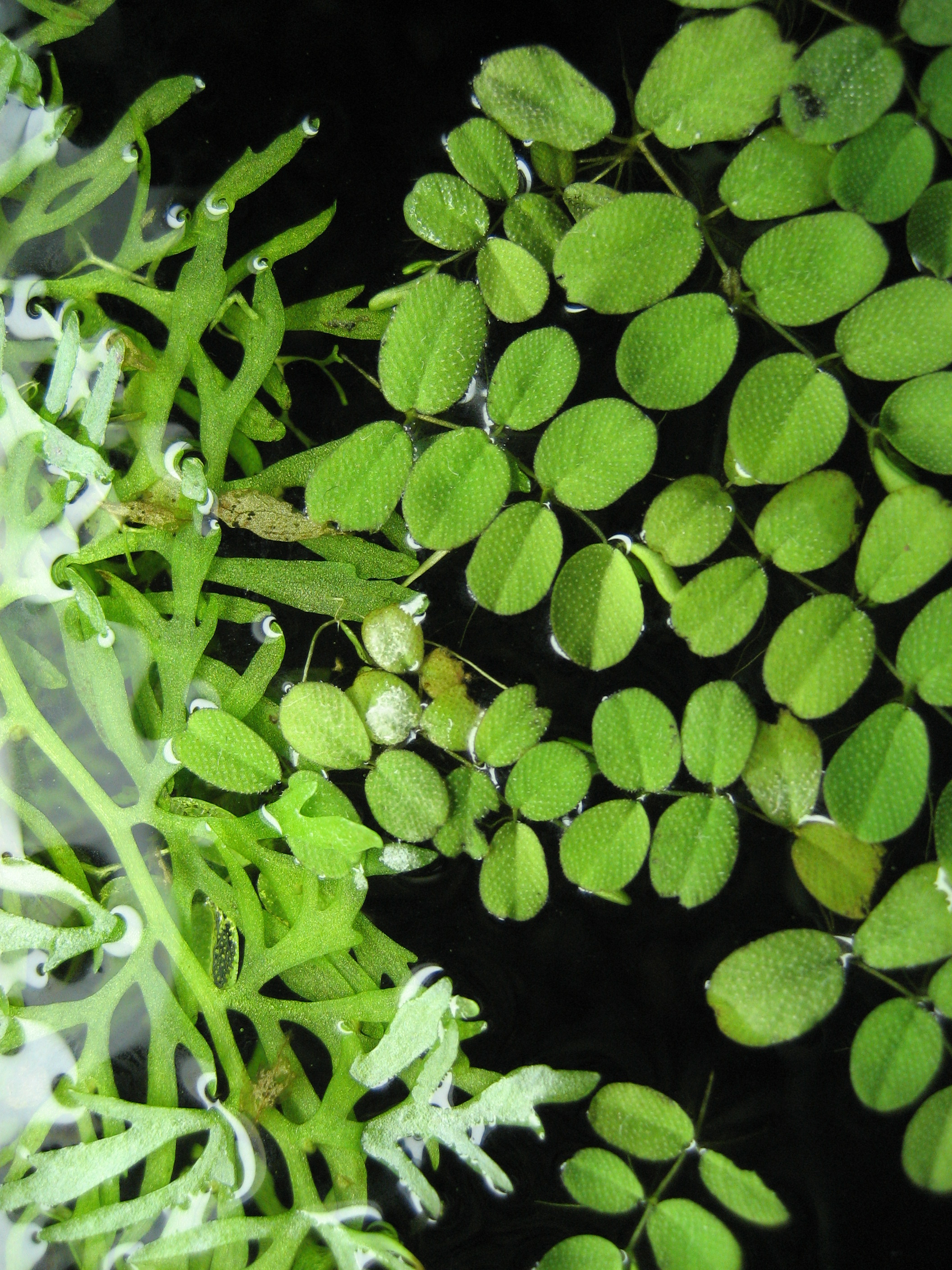